# Pianoconcert nr. 4 (Bentzon)
Niels Viggo Bentzon voltooide zijn Pianoconcert nr. 4 in 1954.

## Beschrijving
Het werk werd voor het eerst uitgevoerd tijdens een radio-uitzending op 7 november 1954. Het werk heeft de klassieke driedelige opzet:
1. Allegro molto moderato
2. Adagio
3. Allegro

Andere zaken zijn ook meegenomen uit het klassieke pianoconcertrepertoire, zoals de sonatevorm in deel 1, de driedelige opzet van deel 2 en een sprankelende finale die deel 3 het slotdeel vormt. Anders is echter dat de piano dan weer eens virtuoos gespeeld moet worden en op andere momenten als “normaal” muziekinstrument met het orkest meespeelt. Ook een cadens, die al vroeg in de partituur zichtbaar is, was toen nog niet gewoon. Een fragment waarin alleen piano en pauken te horen zijn evenmin. Deel 2 heeft buitensecties die melodieus en grotendeels voor het orkest zijn terwijl de binnensectie meer de concertvorm benaderd. Deel 3 is dan weer virtuoos, maar komt uiteindelijk weer terug bij het begin (de klassieke indeling). Opvallend is dat er begeleid wordt door een (relatief) kleine orkest de orkestklank vol is.
De muziek klinkt fris met consonantenen afgewisseld met dissonanten, ook het gebruik van minder voor de hand liggende intervallen zoals de sext leveren een aparte klank, zonder dat het al te modern wordt. 
Die eerste radio-uitzending met Bentzon achter de piano en Erik Tuxen als dirigent gaven het werk haar populariteit, toch heeft het de wereld niet kunnen veroveren. Het gehele oeuvre van de componist is in de vergetelheid geraakt, behalve een klein aantal werken.

## Orkestratie
Bentzon schreef zijn concert voor:
- solopiano
- 2 dwarsfluiten, 2 hobo’s, 2 klarinetten, 2 fagotten
- 2 hoorns
- pauken, 2 man/vrouw percussie,
- violen, altviolen, celli, contrabassen

## Discografie
- Uitgave Dacapo : Anker Blyme (solist) met het Aarhus Symfoniorkester o.l.v. Ole Schmidtt, een liveopname van 1982